# Maserati Indy
La Maserati Indy è un'autovettura prodotta dalla casa automobilistica italiana Maserati dal 1969 al 1975.

## Il contesto
Disegnata da Virginio Vairo e Elio Mainardi, fu presentata dalla Vignale al Salone dell'automobile di Torino del 1968, come prototipo di coupé due porte quattro posti, per rimpiazzare il modello Sebring. La denominazione "Indy" era stata scelta, in forma contratta, per ricordare le due vittorie ottenute dalla Maserati alla 500 Miglia di Indianapolis, nel 1939 e nel 1940.

## Profilo e tecnica
La produzione in serie iniziò nel 1969: il lancio avvenne al Salone dell'automobile di Ginevra. Inizialmente la Indy fu offerta con un motore V8 di 4,2 litri. Dal 1970 venne offerto anche un più potente V8 di 4,7 litri. Nel 1971 fu reso disponibile anche il V8 di 4,9 litri della Ghibli, depotenziato da 335 a 320 CV: dal 1973 quest'ultimo motore restò l'unico disponibile della gamma.
Tutti i motori, dotati di quattro alberi a camme in testa, due per ogni bancata, erano alimentati da quattro carburatori Weber doppio corpo tipo 42 DCNF; il cambio era un ZF a cinque marce più retromarcia, con in opzione un automatico a tre marce della Borg-Warner e la trazione era posteriore.
Dal 1973 divennero di serie per tutte le versioni i vetri azzurrati.